# Alyxia squamulosa
Alyxia squamulosa là một loài thực vật có hoa trong họ La bố ma. Loài này được C.Moore & F.Muell. mô tả khoa học đầu tiên năm 1872.